# Marquette (Iowa)
Marquette ist eine Kleinstadt mit dem Status City auf dem Westufer des Mississippi Rivers im Clayton County im Nordosten des US-Bundesstaats Iowa.
Das U.S. Census Bureau hat bei der Volkszählung 2020 eine Einwohnerzahl von 429 ermittelt.
Der Ort wurde ursprünglich als North McGregor gegründet. Die Siedlung entstand um den Bahnhof des nur knapp zwei Kilometer südlichen McGregor und entwickelte sich zu einem bedeutenden Eisenbahnknotenpunkt. 1874 wurde sie dann nach dem französischen Missionar Jacques Marquette benannt und als selbständige Siedlung formal registriert.
Da es noch keine Brücken über den Mississippi gab, mussten anfangs die Waggons auf einer Fähre über den Fluss gebracht werden, wo sie im gegenüberliegenden Prairie du Chien, Wisconsin wieder auf Schienen gesetzt wurden. 1874 wurde eine Ponton-Brücke für den Schienenverkehr gebaut, die die größte schwimmende Eisenbahn-Brücke der Welt war. Noch 1920 war der Ort der wichtigste Güterbahnhof Iowas. 1932 kam eine Straßenbrücke hinzu. Der Unterhalt der Pontons wurde Mitte des 20. Jahrhunderts zu aufwändig, sie wurden 1961 abgebaut und der Schienenverkehr über den Fluss sowie der Personenverkehr eingestellt. Die Strecke entlang dem Westufer ist für den Güterverkehr weiterhin in Betrieb. 1975 eröffnete eine neue Straßenbrücke, über die der U.S. Highway US 18 die Stadt mit Prairie du Chien verbindet.
Marquette lebt von der Landwirtschaft und dem Tourismus, im Ort liegt das älteste staatlich lizenzierte Casino Iowas in einem Raddampfer am Flussufer. Das Marquette Depot Museum zeigt Exponate aus der Eisenbahngeschichte des Ortes. Fünf Kilometer nördlich des Ortes liegt das Effigy Mounds National Monument, ein archäologischer Fundort von Mounds genannten künstlichen Hügeln in Tierform, die zwischen dem Jahr 700 und etwa 1050 von einer prähistorischen Indianerkultur gebaut wurden.